# Pico da Velha

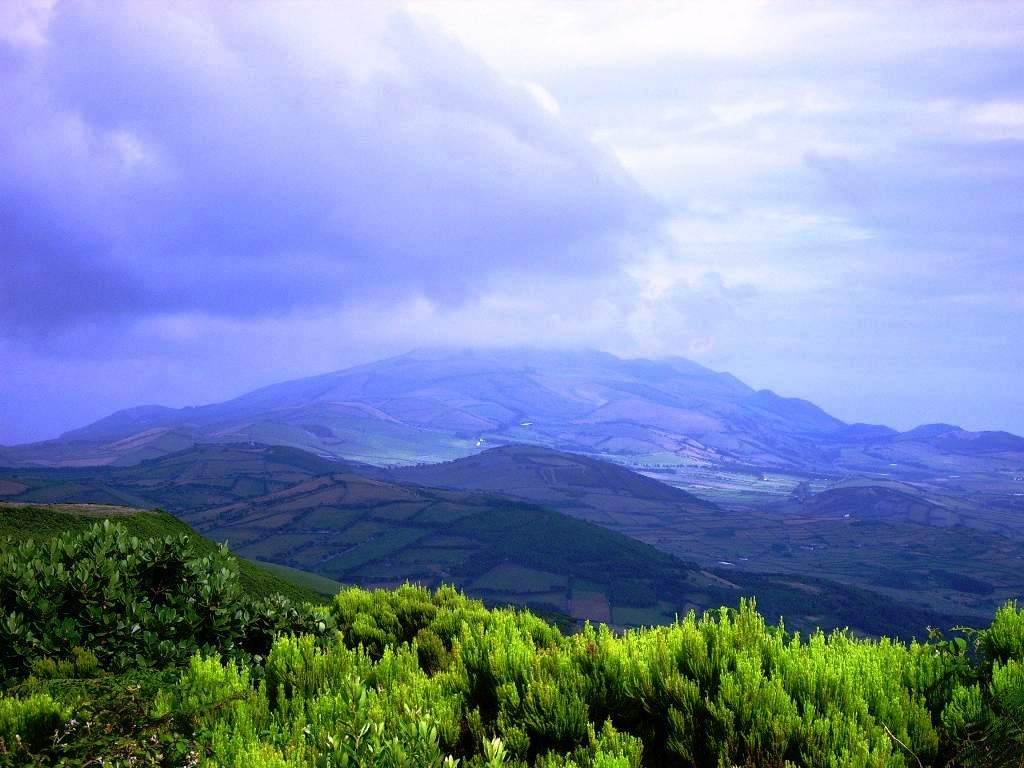
Miradouro do Pico da velha, vista do interior, Rosais, Paisagem do Interior da ilha de São Jorge, Açores, Portugal.

O Pico da Velha é uma elevação portuguesa de origem vulcânica localizada na freguesia açoriana dos Rosais, concelho de Velas, ilha de São Jorge, arquipélago dos Açores.
Este acidente geológico encontra-se geograficamente localizado próximo da Ponta dos Rosais encontra-se intimamente relacionado com maciço montanhoso central da ilha de são Jorge do qual faz parte. Esta formação geológica localizada a 493 metros de altitude acima do nível do mar apresenta escorrimento pluvial para a costa marítima e deve na sua formação geológica a um escorrimento lavico e piroclástico muito antigo.
No cimo desta elevação encontra-se o Miradouro do Pico da Velha, localizado dentro do Parque Florestal das Sete Fontes que faz parte do Sítio de Interesse Comunitário da Ponta dos Rosais.